# Simulium marquezi
Simulium marquezi es una especie de insecto del género Simulium, familia Simuliidae, orden Diptera.
Fue descrita científicamente por Vargas & Diaz Najera, 1957.